# Digitalaudio
Digitalaudio ist die Bezeichnung für digitalisierte Audiosignale (Musik usw.).

## Analog-Digital-Wandlung
Töne sind Schallwellen. Sie können mit einem Schallwandler, wie z. B. einem Mikrofon, in analoge elektrische Signale gewandelt werden, um übertragen, verarbeitet oder aufgezeichnet zu werden.
Digitalisierung bedeutet, diese Analogsignale in diskrete Werte zu transformieren. Dazu müssen die Werte der Audiosignale hinreichend oft abgetastet und gespeichert werden. Laut dem in der digitalen Signalverarbeitung bekannten Abtasttheorem muss die Abtastfrequenz mehr als doppelt so groß sein, wie die höchste Frequenz des abzutastenden Signals. Wird zu selten abgetastet, dann entsteht der sogenannte Alias-Effekt.
Da Menschen nur Signale bis ca. 20 kHz hören, werden Audiosignale für CDs mit 44,1 kHz abgetastet. Höhere Frequenzen im Audiosignal müssen vorher (analog) gefiltert werden, da sonst Fehler entstehen. Der Alias-Effekt würde die zu hohen Frequenzen auf niedrige Frequenzen „herunterspiegeln“.
DVDs und DAT arbeiten mit 48 kHz, neuere Formate und professionelle Musikproduktionen sogar mit bis zu 192 kHz.
Hohe Abtastraten erhöhen nicht nur die maximal darstellbare Frequenz, sondern erleichtern auch die digitale Bearbeitung des Audiomaterials: ist die zur Verfügung stehende Sample-Rate höher als die benötigte, so können digitale Audioeffekte mehr Samples zur Berechnung heranziehen und somit z. B. Tempostreckungen besser interpolieren. Mehr dazu unter Überabtastung. Nachteilig bei der Produktion ist allerdings die überproportional ansteigende Belastung der DAW durch die großen Datenmengen. Je nach verwendeter Hardware müssen größere Buffer gewählt werden, sodass die Latenz steigt.

## Kodierung
Für unkomprimierte, PCM-kodierte Audiodaten fallen große Datenmengen an. Der benötigte Speicherplatz pro Sekunde ergibt sich aus:
- Bits pro Sekunde = Samplerate × Samplebreite × Kanäle

Für eine CD (44,1 kHz, 16 Bit, 2 Kanäle) ergeben sich somit 1411200 Bit pro Sekunde oder 10,1 MiB/min.
| 44100 Hz × 16 Bit | × 2    | = 1411200 Bit pro Sekunde |
|                   | ÷ 8    | = 176400 Byte pro Sekunde |
|                   | ÷ 1024 | ≈ 172,2656 KiB/s          |
|                   | ÷ 1024 | ≈ 0,1682 MiB/s            |
|                   | × 60   | ≈ 10,0936 MiB/min         |

Zur Reduktion dieser Datenmengen wurden Formate wie Ogg/Vorbis oder MP3 geschaffen, die durch verlustbehaftete Bearbeitung eine Verringerung der Datenmengen erreichen. Je nach gewünschter Ausgabegröße schwankt die Qualität dabei zwischen nicht bemerkbar und stark verfremdet; man spricht vom Kompressionsartefakt: ist er hörbar, ist die gewählte resultierende Bitrate zu gering und das Ergebnis damit deutlich vom Original zu unterscheiden.

## Musiktauschbörsen
Die Entstehung und private Nutzung des Internets ermöglichte eine Verbreitung von digitalen Audiodateien in vorher ungekanntem Ausmaß. Tauschbörsen wie Napster enthielten hunderttausende Musikdateien.
Häufig sind sie einzige Quelle für nicht mehr durch Plattenfirmen angebotene Tonträger.

## Abspielgeräte
Audioplayer ermöglichen das Abspielen von komprimierten Audiodateien am Computer.
Aber auch tragbare Player sind seit einigen Jahren mit stetig wachsendem Speicher und Funktionsumfang auf dem Markt. Häufig beherrschen diese Geräte jedoch nur MP3 oder WMA. Da WMA ein proprietäres Datenformat und MP3 patentbehaftet ist, können die Herstellerfirmen durch eine Änderung der Lizenzpolitik die Nutzung der Audiodateien einschränken, unterbinden oder mit zusätzlichen Kosten versehen. Für WMA ist seit langem pay-per-play im Gespräch, womit jedes einzelne Abspielen des Songs kostenpflichtig oder Musik lediglich gemietet wird. Einige Geräte verwenden daher das patentfreie Ogg/Vorbis-Format, für das keine Lizenzgebühren erhoben werden können, da es für jedermann öffentlich zugänglich ist.